# Киндердейк
Киндердейк (нидерл. Kinderdijk) — деревня в нидерландской провинции Южная Голландия. Расположена примерно в 15 км к востоку от Роттердама на слиянии двух рек — Лек и Норд, в осушенных и возделанных участках низменностей, защищённых дамбами от заполнения водой.

Киндердейк, вид на главную улицу

Примерно в 1740 году для осушения польдеров была построена система из 19 ветряных мельниц. Эта группа мельниц является на данный момент крупнейшим сосредоточением старинных ветряных мельниц в Нидерландах. Ветряные мельницы в Киндердейке являются одной из самых популярных туристических достопримечательностей в Нидерландах. В 1997 году комплекс ветряных мельниц в Киндердейке был занесен в список всемирного наследия ЮНЕСКО.

## История названия

Фигуры из песка, иллюстрирующие легенду

«Kinderdijk» переводится с нидерландского как «детская дамба». В 1421 году во время наводнения Святой Елизаветы территория польдеров была частично затоплена. Рассказывали, что когда страшная буря утихла, люди пошли смотреть, что уцелело, и увидели плывущую колыбельку в воде. Они и не надеялись найти в ней кого-то в живых, но когда колыбелька подплыла поближе, стало видно какое-то движение. Затем кто-то увидел кошку, прыгающую с одного угла на другой, чтобы удержать равновесие и не перевернуться. Когда колыбелька подплыла к берегу, обнаружилось, что внутри она абсолютно суха, и более того, в ней тихо спит ребёнок.

## История Киндердейка
Дренажная система имеет особо важное значение в Нидерландах. Издавна жители нуждались в развитой системе управления уровнем воды, для того чтобы сохранять крупные районы от затоплений (некоторые участки Нидерландов находятся ниже уровня моря). Для польдера Alblasserwaard эта проблема стала актуальной ещё в XIII веке. Для того чтобы избавиться от избыточных вод, было вырыто большое количество искусственных каналов. Однако, в то время как осушенная почва только начала затвердевать, уровень реки повысился за счет речного песка. Через нескольких столетий потребовался новый способ удержания польдеров сухими. В связи с чем было решено построить ряд ветряных мельниц, способных закачивать воду и удерживать её во внутреннем бассейне на промежуточном уровне между уровнем польдеров и уровнем воды в реке.
Полный контроль над уровнем воды так и не был достигнут. Киндердейк не раз был затоплен из-за разрушенных дамб.

## Фотографии

Вид на мельницы
Отдельно стоящая мельница по дороге к польдерам
1-я от входа мельница
Мельница, в которую пускают туристов

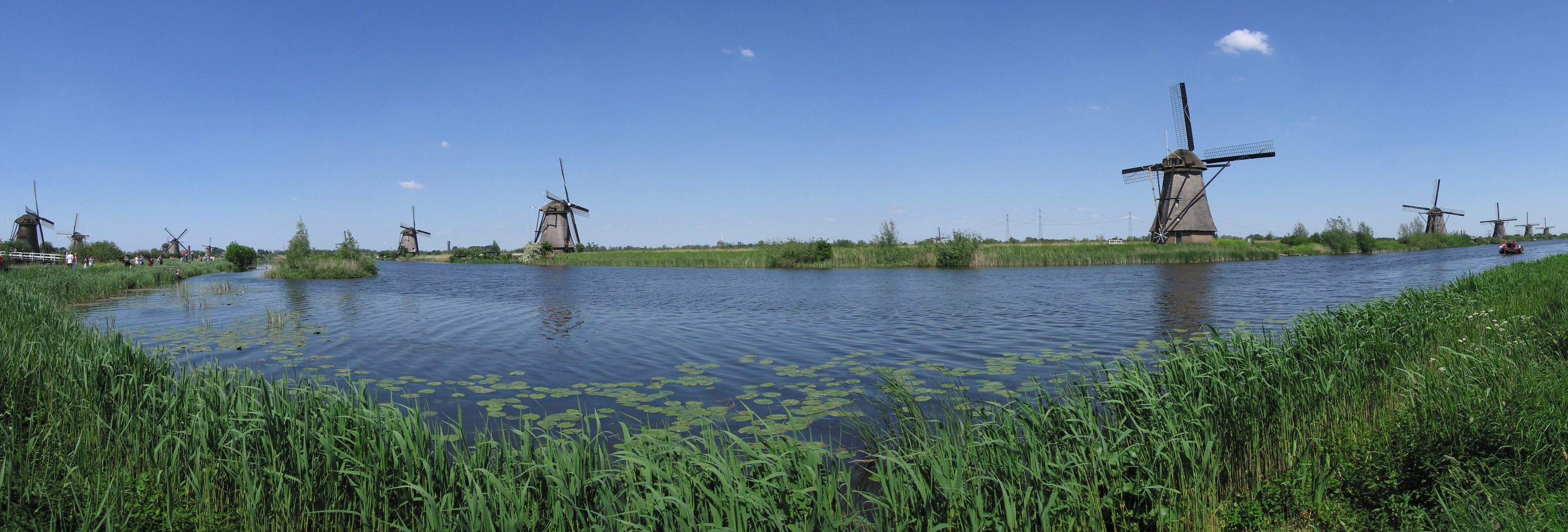
Панорамный вид на ветряные мельницы Киндердейка